# NBA Scoring Champion

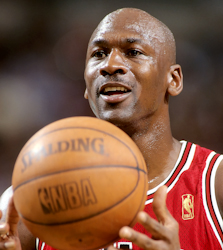
Michael Jordan é o recordista de títulos de cestinha da temporada, com 10 — três a mais do que o segundo colocado, Wilt Chamberlain.

No basquete, pontos são acumulados através de lances livres ou cestas. O título de cestinha da National Basketball Association ("NBA Scoring Champion") é concedido ao jogador com a maior média de pontos por jogo durante determinada temporada. Originalmente, o título de cestinha era determinado pelo total de pontos marcados; a partir da temporada de 1969—70, a liga passou a considerar a média de pontos por jogo. A cesta de três pontos foi introduzida na NBA no início da temporada de 1979—80. Para se qualificar ao título, um jogador precisa disputar pelo menos 58 dos 82 jogos da temporada. Porém, um jogador que dispute menos de 58 jogos pode se qualificar se o seu número total de pontos lhe garantir a maior média, caso ele tivesse disputado o mínimo de 58 jogos. Esse tem sido o requisito desde a temporada de 2013—14, sendo que os requisitos foram alterados diversas vezes ao longo da história.
Wilt Chamberlain detém o recorde histórico de mais pontos totais (4 029) e pontos por jogo (50.4) em uma única temporada (ambos em 1961—62). Entre os jogadores ativos, James Harden detém o recorde de mais pontos totais (2 818) e pontos por jogo (36.1) em uma temporada (ambos em 2018—19).
Michael Jordan detém o recorde de mais títulos de cestinha da NBA, com 10 títulos. Jordan e Chamberlain são os únicos jogadores a vencer o título sete vezes consecutivas. George Gervin, Allen Iverson e Kevin Durant venceram quatro vezes, e James Harden, George Mikan, Neil Johnston e Bob McAdoo venceram três vezes. Paul Arizin, Bob Pettit, Kareem Abdul-Jabbar, Shaquille O'Neal, Tracy McGrady, Kobe Bryant, Russell Westbrook e Stephen Curry venceram duas vezes. Desde a temporada de 1946—47, cinco jogadores venceram o título de cestinha e o título da NBA na mesma temporada: Fulks em 1947, pelo Philadelphia Warriors; Mikan em 1949 e 1950 pelo Minneapolis Lakers, Abdul-Jabbar (então Lew Alcindor) em 1971 pelo Milwaukee Bucks, Jordan, de 1991 a 1993 e de 1996 a 1998 pelo Chicago Bulls; e O'Neal em 2000, pelo Los Angeles Lakers. Desde a introdução da linha de três pontos à NBA, O'Neal é o único cestinha de temporada que não fez uma cesta de três.
Com 21 anos e 197 dias, Kevin Durant é o cestinha mais jovem da história da NBA, com 30.1 pontos por jogo na temporada de 2009—10. O campeão mais recente é Joel Embiid.

## Legenda
| ^           | ^           | Denota o jogador que ainda atua na NBA                           | Denota o jogador que ainda atua na NBA                           | Denota o jogador que ainda atua na NBA                           | Denota o jogador que ainda atua na NBA                           | Denota o jogador que ainda atua na NBA                           |
| *           | *           | Denota o jogador que ja foi eleito para o Hall da Fama da NBA    | Denota o jogador que ja foi eleito para o Hall da Fama da NBA    | Denota o jogador que ja foi eleito para o Hall da Fama da NBA    | Denota o jogador que ja foi eleito para o Hall da Fama da NBA    | Denota o jogador que ja foi eleito para o Hall da Fama da NBA    |
| Jogador (X) | Jogador (X) | Denota o numero de vezes que o jogador foi cestinha da temporada | Denota o numero de vezes que o jogador foi cestinha da temporada | Denota o numero de vezes que o jogador foi cestinha da temporada | Denota o numero de vezes que o jogador foi cestinha da temporada | Denota o numero de vezes que o jogador foi cestinha da temporada |
| G           | Guard       | Guard                                                            | F                                                                | Forward                                                          | C                                                                | Center                                                           |

## Lista dos Cestinhas
| Michael Jordan                                                                                   | Wilt Chamberlain                                                                  | Jerry West                                                              | Kareem Abdul-Jabbar                                                                                      | David Robinson                                                        |
| ------------------------------------------------------------------------------------------------ | --------------------------------------------------------------------------------- | ----------------------------------------------------------------------- | --- | --------------------------------------------------------------------- |
|                                                                                                  |                                                                                   |                                                                         | |                                                                       |
| É o maior recordista da Liga. Foi o cestinha em dez temporadas: de 1987 a 1993 e de 1996 a 1998. | Venceu sete vezes consecutivas o titulo de cestinha da temporada, de 1960 a 1966. | Venceu o titulo de cestinha em 1970, com média de 31.2 pontos por jogo. | Foi o cestinha da NBA em 1971 e 1972.                                                                    | Foi o cestinha em 1994, com média de 29.8 pontos por jogo.            |
| Allen Iverson                                                                                    | Tracy McGrady                                                                     | Kobe Bryant                                                             | Kevin Durant                                                                                             | Stephen Curry                                                         |
|                                                                                                  |                                                                                   |                                                                         | |                                                                       |
| Foi por quatro vezes o cestinha da Liga, em 1999, 2001, 2002 e 2005.                             | Foi o cestinha nas temporadas 2003 e 2004.                                        | Venceu o titulo de cestinha em 2006 e 2007.                             | Se tornou o jogador mais jovem a ser cestinha em 2010. Ele venceu mais três vezes, em 2011, 2012 e 2014. | Stephen Curry ganhou o titulo de cestinha duas vezes, em 2016 e 2021. |

| Temporada | Jogador                  | Posição | Equipe                                    | Jogos Realizados | Cestas de 2 pontos convertidas | Cestas de 3 pontos convertidas | Lances Livres convertidos | Total de Pontos | Pontos por Jogo |
| --------- | ------------------------ | ------- | ----------------------------------------- | ---------------- | ------------------------------ | ------------------------------ | ------------------------- | --------------- | --------------- |
| 1946-47   | Joe Fulks*               | F/C     | Philadelphia Warriors                     | 60               | 475                            | —                              | 439                       | 1,389           | 23.2            |
| 1947-48   | Max Zaslofsky            | G/F     | Chicago Stags                             | 48               | 373                            | —                              | 261                       | 1,007           | 21.0            |
| 1948-49   | George Mikan*            | C       | Minneapolis Lakers                        | 60               | 583                            | —                              | 532                       | 1,698           | 28.3            |
| 1949-50   | George Mikan* (2)        | C       | Minneapolis Lakers                        | 68               | 649                            | —                              | 567                       | 1,865           | 27.4            |
| 1950-51   | George Mikan* (3)        | C       | Minneapolis Lakers                        | 68               | 678                            | —                              | 576                       | 1,932           | 28.4            |
| 1951-52   | Paul Arizin*             | F/G     | Philadelphia Warriors                     | 66               | 548                            | —                              | 578                       | 1,674           | 25.4            |
| 1952-53   | Neil Johnston*           | C       | Philadelphia Warriors                     | 70               | 504                            | —                              | 556                       | 1,564           | 22.3            |
| 1953-54   | Neil Johnston* (2)       | C       | Philadelphia Warriors                     | 72               | 591                            | —                              | 577                       | 1,759           | 24.5            |
| 1954-55   | Neil Johnston* (3)       | C       | Philadelphia Warriors                     | 72               | 521                            | —                              | 589                       | 1,631           | 22.7            |
| 1955-56   | Bob Pettit*              | F/C     | St. Louis Hawks                           | 72               | 646                            | —                              | 557                       | 1,849           | 25.7            |
| 1956-57   | Paul Arizin* (2)         | F/G     | Philadelphia Warriors                     | 71               | 613                            | —                              | 591                       | 1,817           | 25.6            |
| 1957-58   | George Yardley*          | F/G     | Detroit Pistons                           | 72               | 673                            | —                              | 655                       | 2,001           | 27.8            |
| 1958-59   | Bob Pettit* (2)          | F/C     | St. Louis Hawks                           | 72               | 719                            | —                              | 667                       | 2,105           | 29.2            |
| 1959-60   | Wilt Chamberlain*        | C       | Philadelphia Warriors                     | 72               | 1,065                          | —                              | 577                       | 2,707           | 37.6            |
| 1960-61   | Wilt Chamberlain* (2)    | C       | Philadelphia Warriors                     | 79               | 1,251                          | —                              | 531                       | 3,033           | 38.4            |
| 1961-62   | Wilt Chamberlain* (3)    | C       | Philadelphia Warriors                     | 80               | 1,597                          | —                              | 835                       | 4,029           | 50.4            |
| 1962-63   | Wilt Chamberlain* (4)    | C       | San Francisco Warriors                    | 80               | 1,463                          | —                              | 660                       | 3,586           | 44.8            |
| 1963-64   | Wilt Chamberlain* (5)    | C       | San Francisco Warriors                    | 80               | 1,204                          | —                              | 540                       | 2,948           | 36.9            |
| 1964-65   | Wilt Chamberlain* (6)    | C       | San Francisco Warriors Philadelphia 76ers | 73               | 1,063                          | —                              | 408                       | 2,534           | 34.7            |
| 1965-66   | Wilt Chamberlain* (7)    | C       | Philadelphia 76ers                        | 79               | 1,074                          | —                              | 501                       | 2,649           | 33.5            |
| 1966-67   | Rick Barry*              | F       | San Francisco Warriors                    | 78               | 1,011                          | —                              | 753                       | 2,775           | 35.6            |
| 1967-68   | Dave Bing*               | G       | Detroit Pistons                           | 79               | 835                            | —                              | 472                       | 2,142           | 27.1            |
| 1968-69   | Elvin Hayes*             | F/C     | San Diego Rockets                         | 82               | 930                            | —                              | 467                       | 2,327           | 28.4            |
| 1969-70   | Jerry West*              | G/F     | Los Angeles Lakers                        | 74               | 831                            | —                              | 647                       | 2,309           | 31.2            |
| 1970-71   | Lew Alcindor*            | C       | Milwaukee Bucks                           | 82               | 1,063                          | —                              | 470                       | 2,596           | 31.7            |
| 1971-72   | Kareem Abdul-Jabbar* (2) | C       | Milwaukee Bucks                           | 81               | 1,159                          | —                              | 504                       | 2,822           | 34.8            |
| 1972-73   | Nate Archibald*          | G       | Kansas City-Omaha Kings                   | 80               | 1,028                          | —                              | 663                       | 2,719           | 34.0            |
| 1973-74   | Bob McAdoo*              | C/F     | Buffalo Braves                            | 74               | 901                            | —                              | 459                       | 2,261           | 30.6            |
| 1974-75   | Bob McAdoo* (2)          | C/F     | Buffalo Braves                            | 82               | 1,095                          | —                              | 641                       | 2,831           | 34.5            |
| 1975-76   | Bob McAdoo* (3)          | C/F     | Buffalo Braves                            | 78               | 934                            | —                              | 559                       | 2,427           | 31.1            |
| 1976-77   | Pete Maravich*           | G       | New Orleans Jazz                          | 73               | 886                            | —                              | 501                       | 2,273           | 31.1            |
| 1977-78   | George Gervin*           | G/F     | San Antonio Spurs                         | 82               | 864                            | —                              | 504                       | 2,232           | 27.2            |
| 1978-79   | George Gervin* (2)       | G/F     | San Antonio Spurs                         | 80               | 947                            | —                              | 471                       | 2,365           | 29.6            |
| 1979-80   | George Gervin* (3)       | G/F     | San Antonio Spurs                         | 78               | 1,024                          | 32                             | 505                       | 2,585           | 33.1            |
| 1980-81   | Adrian Dantley*          | F/G     | Utah Jazz                                 | 80               | 909                            | 2                              | 632                       | 2,452           | 30.7            |
| 1981-82   | George Gervin* (4)       | G/F     | San Antonio Spurs                         | 79               | 993                            | 10                             | 555                       | 2,551           | 32.3            |
| 1982-83   | Alex English*            | F       | Denver Nuggets                            | 82               | 959                            | 2                              | 406                       | 2,326           | 28.4            |
| 1983-84   | Adrian Dantley* (2)      | F/G     | Utah Jazz                                 | 79               | 802                            | 1                              | 813                       | 2,418           | 30.6            |
| 1984-85   | Bernard King*            | F       | New York Knicks                           | 55               | 691                            | 1                              | 426                       | 1,809           | 32.9            |
| 1985-86   | Dominique Wilkins*       | F/G     | Atlanta Hawks                             | 78               | 888                            | 13                             | 577                       | 2,366           | 30.3            |
| 1986-87   | Michael Jordan*          | G       | Chicago Bulls                             | 82               | 1,098                          | 12                             | 833                       | 3,041           | 37.1            |
| 1987-88   | Michael Jordan* (2)      | G       | Chicago Bulls                             | 82               | 1,069                          | 7                              | 723                       | 2,868           | 35.0            |
| 1988-89   | Michael Jordan* (3)      | G       | Chicago Bulls                             | 81               | 966                            | 27                             | 674                       | 2,633           | 32.5            |
| 1989-90   | Michael Jordan* (4)      | G       | Chicago Bulls                             | 82               | 1,034                          | 92                             | 593                       | 2,753           | 33.6            |
| 1990-91   | Michael Jordan* (5)      | G       | Chicago Bulls                             | 82               | 990                            | 29                             | 571                       | 2,580           | 31.5            |
| 1991-92   | Michael Jordan* (6)      | G       | Chicago Bulls                             | 80               | 943                            | 27                             | 491                       | 2,404           | 30.1            |
| 1992-93   | Michael Jordan* (7)      | G       | Chicago Bulls                             | 78               | 992                            | 81                             | 476                       | 2,541           | 32.6            |
| 1993-94   | David Robinson*          | C       | San Antonio Spurs                         | 80               | 840                            | 10                             | 693                       | 2,383           | 29.8            |
| 1994-95   | Shaquille O'Neal*        | C       | Orlando Magic                             | 79               | 930                            | 0                              | 455                       | 2,315           | 29.3            |
| 1995-96   | Michael Jordan* (8)      | G       | Chicago Bulls                             | 82               | 916                            | 111                            | 548                       | 2,491           | 30.4            |
| 1996-97   | Michael Jordan* (9)      | G       | Chicago Bulls                             | 82               | 920                            | 111                            | 480                       | 2,431           | 29.6            |
| 1997-98   | Michael Jordan* (10)     | G       | Chicago Bulls                             | 82               | 881                            | 30                             | 565                       | 2,357           | 28.7            |
| 1998-99   | Allen Iverson*           | G       | Philadelphia 76ers                        | 48               | 435                            | 58                             | 356                       | 1,284           | 26.8            |
| 1999-00   | Shaquille O'Neal* (2)    | C       | Los Angeles Lakers                        | 79               | 956                            | 0                              | 432                       | 2,344           | 29.7            |
| 2000-01   | Allen Iverson* (2)       | G       | Philadelphia 76ers                        | 71               | 762                            | 98                             | 585                       | 2,207           | 31.1            |
| 2001-02   | Allen Iverson* (3)       | G       | Philadelphia 76ers                        | 60               | 665                            | 78                             | 475                       | 1,883           | 31.4            |
| 2002-03   | Tracy McGrady*           | G/F     | Orlando Magic                             | 75               | 829                            | 173                            | 576                       | 2,407           | 32.1            |
| 2003-04   | Tracy McGrady* (2)       | G/F     | Orlando Magic                             | 67               | 653                            | 174                            | 398                       | 1,878           | 28.0            |
| 2004-05   | Allen Iverson* (4)       | G       | Philadelphia 76ers                        | 75               | 771                            | 104                            | 656                       | 2,302           | 30.7            |
| 2005-06   | Kobe Bryant*             | G       | Los Angeles Lakers                        | 80               | 978                            | 180                            | 696                       | 2,832           | 35.4            |
| 2006-07   | Kobe Bryant* (2)         | G       | Los Angeles Lakers                        | 77               | 813                            | 137                            | 667                       | 2,430           | 31.6            |
| 2007-08   | LeBron James^            | F       | Cleveland Cavaliers                       | 75               | 794                            | 113                            | 549                       | 2,250           | 30.0            |
| 2008-09   | Dwyane Wade*             | G       | Miami Heat                                | 79               | 854                            | 88                             | 590                       | 2,386           | 30.2            |
| 2009-10   | Kevin Durant^            | F       | Oklahoma City Thunder                     | 82               | 794                            | 128                            | 756                       | 2,472           | 30.1            |
| 2010-11   | Kevin Durant^ (2)        | F       | Oklahoma City Thunder                     | 78               | 711                            | 145                            | 594                       | 2,161           | 27.7            |
| 2011-12   | Kevin Durant^ (3)        | F       | Oklahoma City Thunder                     | 66               | 643                            | 133                            | 431                       | 1,850           | 28.0            |
| 2012-13   | Carmelo Anthony          | F       | New York Knicks                           | 67               | 669                            | 157                            | 425                       | 1,920           | 28.7            |
| 2013-14   | Kevin Durant^ (4)        | F       | Oklahoma City Thunder                     | 81               | 849                            | 192                            | 703                       | 2,593           | 32.0            |
| 2014-15   | Russell Westbrook^       | G       | Oklahoma City Thunder                     | 67               | 627                            | 86                             | 546                       | 1,886           | 28.1            |
| 2015-16   | Stephen Curry^           | G       | Golden State Warriors                     | 79               | 805                            | 402                            | 363                       | 2,375           | 30.1            |
| 2016-17   | Russell Westbrook^ (2)   | G       | Oklahoma City Thunder                     | 81               | 824                            | 200                            | 710                       | 2,558           | 31.6            |
| 2017-18   | James Harden^            | G       | Houston Rockets                           | 72               | 651                            | 265                            | 624                       | 2,191           | 30.4            |
| 2018-19   | James Harden^ (2)        | G       | Houston Rockets                           | 78               | 843                            | 378                            | 754                       | 2,818           | 36.1            |
| 2019-20   | James Harden^ (3)        | G       | Houston Rockets                           | 68               | 672                            | 299                            | 692                       | 2,335           | 34.3            |
| 2020-21   | Stephen Curry^ (2)       | G       | Golden State Warriors                     | 63               | 321                            | 337                            | 362                       | 2,015           | 32.0            |
| 2021-22   | Joel Embiid^             | C       | Philadelphia 76ers                        | 68               | 666                            | 93                             | 654                       | 2,079           | 30.6            |
| 2022-23   | Joel Embiid^ (2)         | C       | Philadelphia 76ers                        | 66               | 728                            | 66                             | 661                       | 2,183           | 33.1            |
| 2023-24   | Luka Dončić^             | G       | Dallas Mavericks                          | 70               | 804                            | 284                            | 478                       | 2,370           | 33.9            |
| 2024-25   | Shai Gilgeous-Alexander^ | G       | Oklahoma City Thunder                     | 76               | 860                            | 163                            | 601                       | 2,484           | 32.7            |

### Por temporadas
| Ranking | Jogador | Time | Lideranças | Temporadas |
| ------- | --- | --- | ---------- | --- |
| 1       | Michael Jordan | Chicago Bulls | 10         | 1987, 1988, 1989, 1990, 1991, 1992, 1993, 1996, 1997, 1998                                                               |
| 2       | Wilt Chamberlain | Philadelphia Warriors/San Francisco Warriors (5) / Philadelphia 76ers (2) | 7          | 1960, 1961, 1962, 1963, 1964, 1965, 1966                                                                                 |
| 3       | K. Durant G. Gervin A. Iverson                                                                                      | Oklahoma City Thunder San Antonio Spurs Philadelphia 76ers | 4          | 2010, 2011, 2012, 2014 1978, 1979, 1980, 1982 1999, 2001, 2002, 2005                                                     |
| 6       | N. Johnston B. McAdoo G. Mikan J. Harden                                                                            | Philadelphia Warriors Buffalo Braves Minneapolis Lakers Houston Rockets | 3          | 1953, 1954, 1955 1974, 1975, 1976 1949, 1950, 1951 2018, 2019, 2020                                                      |
| 9       | K.A. Jabbar P. Arizin K. Bryant A. Dantley J. Harden T. McGrady S. O'Neal B. Pettit R. Westbrook S. Curry J. Embiid | Milwaukee Bucks Philadelphia Warriors Los Angeles Lakers Utah Jazz Houston Rockets Orlando Magic Orlando Magic (1) / Los Angeles Lakers (1) St. Louis Hawks Oklahoma City Thunder Golden State Warriors Philadelphia 76ers | 2          | 1971, 1972 1952, 1957 2006, 2007 1981, 1984 2018, 2019 2003, 2004 1995, 2000 1956, 1959 2015, 2017 2016, 2021 2022, 2023 |